# Streghe di Valle Camonica
(Teofilo Folengo, Orlandino,  I, stanza 12)

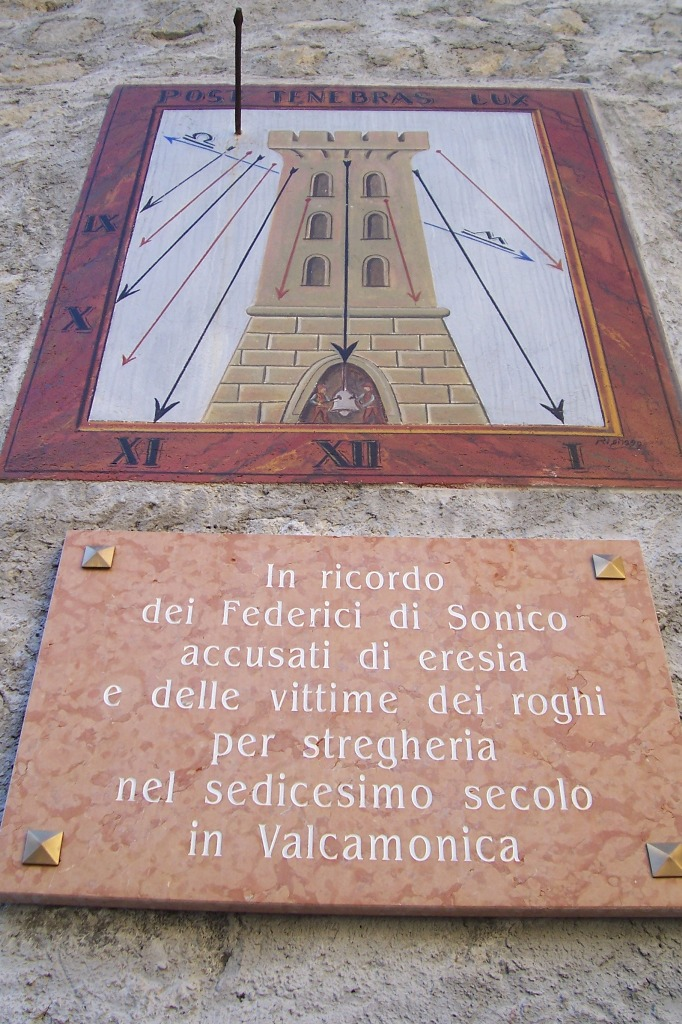
Targa commemorativa sulla torre Federici di Sonico

La caccia alle streghe della Valcamonica fu una serie di persecuzioni contro persone accusate di stregoneria condotte tra il XV e il XVI secolo nella nota valle lombarda. Si trattò d'una delle più grandi e intense serie di processi per stregoneria in Italia.

## Storia

### Premesse
Il cristianesimo, giunto in Val Camonica già alla fine dell'Impero Romano, si diffuse tra la popolazione in modo superficiale e non prettamente ortodosso, tanto che, stando almeno a quanto scrisse Gabriele Rosa, le popolazioni camune avrebbero celebrato culti dedicati alle divinità pagane fino al IX secolo. Per questo motivo sin dai tempi più antichi erano state emesse varie leggi per punire le eresie. Gli Statuti di Valle Camonica del 1498, ad esempio, punivano la sodomia e l'eresia diabolica con il rogo, sebbene i giudici fossero inclini a mitigare le pene.
In Europa, a partire dalla metà del XV secolo, nei dibattiti religiosi riguardanti l'eresia e la stregoneria (dibattiti alimentati, fra l'altro, dalla crescente diffusione dei trattati demonologici) la figura della strega e la realtà del sabba iniziarono a imporsi come delle minacce concrete da combattere senza indugi. Gran parte delle credenze e delle usanze popolari che conservavano l'impronta degli antichi miti pagani confluirono così, inevitabilmente, nel vasto repertorio magico-diabolico degli inquisitori.
Nel progredire di questa tendenza furono soprattutto le popolazioni alpine ad attirare l'attenzione degli inquisitori e dei demonologi. L'isolamento in cui vivevano gli abitanti della Valle Camonica, la loro condizione sociale e le abitudini che da questa provenivano, unitamente alle infermità e alle deformazioni fisiche dovute alle malattie, generavano nei visitatori un sentimento di sospetto e paura impregnato di pesanti pregiudizi. In una lettera datata 1º agosto 1518, Giuseppe da Orzinuovi, funzionario veneto di Terraferma, descrive così la Valle Camonica a Ludovico Querini:
(Giuseppe da Orzinuovi, Lettera del 1º agosto 1518 a Ludovico Querini)
Giuseppe da Orzinuovi, in ogni modo, non manca di richiamare l'attenzione del Querini sulla dura esistenza dei valligiani e sulla facilità con cui la disperazione può trascinarli nell'errore e nell'apostasia:
(Giuseppe da Orzinuovi, Lettera, cit.)
Non per questo viene meno la certezza che nella Valle Camonica sia costantemente in aumento il potere del Maligno e dei suoi adepti:
(Giuseppe da Orzinuovi, Lettera, cit.)

### Le persecuzioni del XV secolo
Le prime notizie di provvedimenti mirati a contrastare le streghe camune risalgono al 1445, quando l'inquisitore della valle chiede istruzioni a Venezia per avviare un procedimento contro di loro.
Il 9 dicembre 1485 l'inquisitore domenicano Antonio da Brescia denuncia al Senato veneziano l'esistenza dell'eresia stregonica a Edolo. Il frate ottiene in seguito dal Consiglio dei Dieci l'approvazione per iniziare il procedimento inquisitorio. Sempre nel dicembre del 1485 la Serenissima sollecita il sostegno del capitano e podestà di Brescia nei confronti di Antonio; frattanto il vescovo della città rivendica il diritto di sanzionare le sentenze di condanna. L'anno successivo i magistrati laici bresciani si oppongono all'operato del frate inquisitore.
Nel 1499 tre preti camuni (Martino Raimondi di Ossimo, Ermanno de Fostinibus di Breno, Donato de Buzolo di Paisco Loveno) vengono condotti a Brescia in quanto accusati di recarsi in Tonale con l'olio santo e le ostie consacrate per le messe nere e in quanto non somministravano l'estrema unzione. Gli studiosi confermano che in Val Camonica vi era una forte degradazione del clero, sebbene escludono che vi siano stati episodi di depravazione.

### Le persecuzioni del XVI secolo

#### Prima persecuzione (1505-1511)
Il 23 giugno 1505 presso Cemmo vi fu un rogo di sette donne ed un uomo. Nel 1510 presso Edolo vi fu un rogo di 60 streghe, condannate dal vescovo di Brescia Paolo Zane, arse con l'accusa di aver arrecato siccità e fatto ammalare uomini e animali con i loro sortilegi. Nell'agosto del 1511 Giorgio da Casale, professore dell'ordine dei Frati Predicatori, ottiene da papa Giulio II l'incarico di inquisitore a Brescia e a Cremona. Questa nomina viene ricordata anche nel breve di papa Adriano VI Dudum, uti nobis del 10 luglio 1523, nel quale il pontefice si sofferma sulle difficoltà incontrate dall'inquisitore nel portare avanti i processi "nei detti luoghi deputati al suo ufficio" a causa dell'opposizione di "taluni, tanto ecclesiastici quanto laici".

#### Seconda persecuzione (1518-1521)
La seconda persecuzione avviene con la riconquista della Val Camonica da parte della Serenissima a seguito della pace di Noyon con la Francia.
Nei primi mesi del 1518 approdano in Valle e fissano la loro dimora nelle cinque pievi camune altrettanti inquisitori: don Bernardino de Grossis a Pisogne, don Giacomo de Gablani a Rogno, don Valerio de Boni a Breno, don Donato de Savallo a Cemmo e don Battista Capurione ad Edolo. Essi sono inviati dal vescovo Paolo Zane e coordinati dal vice inquisitore fra Lorenzo Maggi.Tra giugno e luglio del 1518 vennero arse tra le 62 e le 80 streghe (tra cui 20 uomini). Subiscono la condanna a morte anche tre personaggi di spicco della società stregonesca: tale Agnese "capitana delle fattucchiere", messer Pasino "cancelliere del Tonale" e un tale anonimo che era il corriere del primo in Francia e Spagna.
Il 14 luglio viene informato il Consiglio dei Dieci a Venezia, e questo il 31 luglio impone il blocco dell'inquisizione nella valle.
Il 25 settembre il vescovo di Pola e nunzio pontificio a Venezia Altobello Averoldi porta davanti al collegio un reo confesso, tale pre Betin, che testimonia dei sabba presso il monte Tonale. Sono nominati quindi delegati per i processi nell'area i vescovi di Famagosta Mattia Ugoni e Capodistria Bartolomeo Assonica, mentre Lorenzo Maggi riprende in autonomia l'attività giudiziaria: verrà richiamato a Venezia per giustificare il suo comportamento.
Il 28 settembre 1520, dopo due anni di disputa, Luca Tron, Savio del Consiglio dei Pregadi, si oppone al continuo della persecuzione della stregoneria. Ciò lo porterà ad un forte scontro col nunzio pontificio, che sostiene che questi processi sono prerogativa del diritto canonico.
Il 21 marzo il Consiglio dei Dieci emette rigide norme per i processi da parte dell'Inquisizione e il 27 luglio decide la definitiva sospensione dei processi in Valcamonica.
Nel febbraio del 1521 papa Leone X, con il breve Honestis petentium votis, affianca ai vescovi e agli inquisitori, ritenuti poco rigorosi nei loro processi contro le streghe, il vescovo Altobello Averoldi, che all'epoca aveva già delegato il vescovo di Capodistria per l'esercizio dell'inquisizione in Valcamonica, dove "massimamente pullulano ed hanno vigore gli appartenenti a questa setta dannata".

#### Le streghe del Tonale
Di particolare rilevanza sono le streghe del Tonale, presenti in diverse leggende camune e solandre che si rifanno ad una matrice ancestrale e folklorica.
Il monte Tonale si trova tra la Val Camonica e la Val di Sole, tra la Lombardia e il Trentino-Alto Adige. Si tramanda che su questo monte, durante il mese di giugno, nei giorni di giovedì e sabato, venissero praticati degli incontri tra streghe, i cosiddetti sabba.
Nel 1518 Carlo Miani, castellano di Breno e gentiluomo di Venezia scriveva al dottor Marino Zorzi:
(1518, Carlo Miani, Lettera a Marino Zorzi)
Allo stesso modo racconta di fanciulle che, spinte dalle loro stesse madri, disegnate delle croci a terra ci sputavano sopra urlando disgustose parole. Questo rito faceva apparire il demonio a cavallo che le scortava sulla vetta del monte Tonale, sul quale prendevano parte a pantagruelici banchetti. In cambio del loro ripudio del cristianesimo ottenevano bellezza e giovinezza.
Nel corso dei processi del 1518 una donna di cinquant'anni, chiamata Onesta, confessò di essersi più volte recata al Tonale cavalcando una capra. Lassù la donna avrebbe imparato a scatenare le tempeste e, dopo aver reso omaggio al Diavolo assiso in trono, avrebbe ricevuto una polvere magica per far morire le persone. Onesta raccontò poi di banchetti antropofagi ai quali partecipava una gran quantità di gente.
Benvegnuda la "Pincinella", una donna di Nave processata e condannata a morte per stregoneria nel 1518, affermò davanti ai suoi inquisitori di recarsi ai sabba che si tenevano lungo le sponde del Mella e sul monte Tonale.
In una sua relazione del 17 dicembre 1518 a Girolamo Querini, Francesco Rovello da Clusone, che assistette ai processi in prima persona, si dichiarava scettico riguardo alla realtà del sabba:
(Francesco Rovello, Lettera del 17 dicembre 1518 a Girolamo Querini)
Il giurista bresciano Alessandro Pompeio, anch'egli testimone oculare dei processi avvenuti nel 1518, in una sua lettera del 28 luglio a Giovanni Giustiniani descrisse il sabba delle streghe con maggior sdegno e preoccupazione:
(Alessandro Pompeio, Lettera del 28 luglio 1518 a Giovanni Giustiniani)
Il Pompeio era rimasto molto colpito da un'affermazione del Pasino, il quale stimava che le streghe del Tonale raggiungessero il numero di duemilacinquecento.

## Citazioni
(Adriano VI, Dudum, uti obis, breve del 10 luglio 1523)
(Cocchetti, Brescia e sua provincia, tratto dalla Grande Illustrazione del Lombardo-Veneto, 1859)
(Marin Sanudo, Diarii, Tomo XXV, Venezia, 1536, p. 586.)
(Michele Angelo Mariani, Trento con il Sacro Concilio, Augusta, 1673, p. 570.)